# Hinalé
Hinalé est un canton (et une localité) du Cameroun situé dans le département du Logone-et-Chari et la Région de l'Extrême-Nord, au sud-est du lac Tchad, à la frontière avec le Tchad. Il fait partie de la commune de Logone-Birni.

## Population
Lors du recensement de 2005, 13 682 personnes ont été dénombrées dans le canton et 575 dans le village du même nom.